# Бабка металлическая
Бабка металлическая, или зеленотелка металлическая, (лат. Somatochlora metallica) — вид разнокрылых стрекоз из семейства бабок.

## Описание
Длина 50-55 мм, брюшко 37-40 мм, заднее крыло 34-36 мм. Глаза ярко зелёные. Окраска тела зелёная, металлически блестящая. I и III брюшные кольца несут на себе жёлтые пятнышка в передней части. Бока груди окрашены полностью в зелёный цвет, без жёлтых пятен. Жёлтые пятна, находящиеся по бокам лба соединены между собой поперечной жёлтой перевязью. Крылья на переднем краю желтоватые, особенно у самок. Основание брюшка у самок голубоватое. На II брюшном сегменте у них имеется тёмное кольцо, а на III сегменте — 2 крупных белых пятна.

## Ареал
Ареал вида включает Европу, Европейскую часть России, Северный Кавказ, Южный Казахстан, Сибирь. 
На Украине вид зарегистрирован в Западной Лесостепи, Прикарпатье, Карпатах и Закарпатской низменности, в Житомирской, Киевской, Полтавской, Донецкой и Херсонской областях. Обычный и многочисленный вид на Западной Украине, на востоке страны представлен редкими и малочисленными популяциями.

## Биология
Лет: конец мая — начало октября. Стрекозы предпочитают стоячие или медленно текущие водоёмы, наиболее часто окруженные лесом, с богатой развитой погруженной или плавающей растительностью, но с крутыми открытыми и голыми берегами. Около водоемов иногда имеются индивидуальные охотничьи участки самцов, которые защищаются от других особей. Часто охотятся на опушках леса и полянах, летая около древесной и кустарниковой растительности.
Яйца самки откладывают в торф, мох, скопления мёртвых растений в прибрежной зоне у водоёмов. Личинки живут на илистом дне. Их развитие длится 2-3 года.